# 阿尔特纳 (北布拉班特省)
阿尔特纳（荷兰语：Altena）是荷兰北布拉班特省的一个市镇。该市镇于2019年1月1日由前市镇阿尔堡、韋爾肯丹和沃德里赫姆合并而成。 